# Knud Lyne Rahbek

Knud Lyne Rahbek, Lithographie nach einer Zeichnung von H. C. Andersen

Knud Lyne Rahbek (* 18. Dezember 1760 in Kopenhagen; † 22. April 1830 ebenda) war ein dänischer Schriftsteller. 
Während seines Studiums in Kopenhagen erfolgten seine ersten literarischen Versuche. 1782 reiste er nach Deutschland und Paris. Nach seiner Rückkehr nach Kopenhagen gab er die für die dänische Literatur einflussreiche Monatsschrift Minerva heraus. Nach seiner Ernennung zum Professor für Ästhetik im Jahr 1790 gründete er 1791 das Wochenblatt Den danske Tilskuer (Der dänische Zuschauer). 1798 heiratete er Karen Margrethe Heger. 1799 gab er seine Professur auf und wurde Lehrer für Geschichte an einem Privatinstitut. 1805 übernahm er den Vorstand der von ihm initiierten Theaterschule, 1809 wurde er Mitglied der Theaterdirektion. 1816 nahm er seine Professur für Ästhetik wieder auf. 
Knud Lyne Rahbek war ein Vielschreiber und die Qualität seiner Schauspiele ist eher etwas zweifelhaft. Seine Erzählungen haben ein deutlich höheres literarisches Niveau. Insbesondere wichtig ist aber sein Einfluss auf die literarische Entwicklung in Dänemark zu seiner Zeit. Nicht unerwähnt sollte das Wirken seiner Frau (genannt Kamma) bleiben, die in ihrem Zuhause eine Art Literarischen Salon hielt, in dem sich alles, was an Geist und Intelligenz des damaligen Dänemarks von Rang und Namen war, traf.    

## Werke
- Samled Digte (1794–1802, „gesammelte Gedichte“)
- Samled Fortällinger (1804–1814 „gesammelte Erzählungen“)
- Om Skuespillerkunsten (1809 „von der Schauspielkunst“)
- Samled Skuespil (1809–1814 „gesammelte Schauspiele“)
- Nordisk Fortällinger (1819–1821 „nordische Erzählungen“)
- Erindringer af mit Liv (1824–1829 „Lebenserinerungen“)